# Кудрино (Сергиево-Посадский район)
Ку́дрино — деревня в Сергиево-Посадском районе Московской области России, входит в состав городского поселения Хотьково.

## Население
| 1859 | 1886 | 1890 | 1899 | 1926 | 2002 | 2006 | 2010 |
| ---- | ---- | ---- | ---- | ---- | ---- | ---- | ---- |
| 166  | ↗197 | ↘180 | ↗186 | ↗261 | ↘20  | ↘19  | ↗22  |

## География
Деревня Кудрино расположена на севере Московской области, в юго-западной части Сергиево-Посадского района, примерно в 44 км к северу от Московской кольцевой автодороги, 14 км к западу от железнодорожной станции Сергиев Посад и 5,5 км к северо-западу от железнодорожной станции Хотьково, по левому берегу реки Вори бассейна Клязьмы.
В 12 км юго-восточнее деревни проходит Ярославское шоссе М8, в 15 км к югу — Московское малое кольцо А107, в 15 км к северо-востоку — Московское большое кольцо А108, в 24 км к западу — Дмитровское шоссе А104. Севернее деревни — пути Большого кольца Московской железной дороги, юго-восточнее — Ярославского направления Московской железной дороги.
Ближайшие населённые пункты — деревни Ахтырка и Стройково.
К деревне приписано шесть садоводческих товариществ (СНТ).

## История
В «Списке населённых мест» 1862 года — казённая деревня 1-го стана Дмитровского уезда Московской губернии по левую сторону Дмитровского тракта (из Сергиевского посада в Дмитров), в 30 верстах от уездного города и 14 верстах от становой квартиры, при прудах, с 26 дворами и 166 жителями (69 мужчин, 97 женщин).
По данным на 1890 год — деревня Озерецкой волости 1-го стана Дмитровского уезда с 180 жителями.
В 1913 году — 31 двор и церковно-приходская школа.
По материалам Всесоюзной переписи населения 1926 года — деревня Ахтырского сельсовета Хотьковской волости Сергиевского уезда Московской губернии в 12,8 км от Ярославского шоссе и 6,4 км от станции Хотьково Северной железной дороги, проживал 261 житель (127 мужчин, 134 женщины), насчитывалось 43 крестьянских хозяйства.
1927—1929 гг. — центр Кудринского сельсовета Хотьковской волости Сергиевского уезда.
С 1929 года — населённый пункт Московской области в составе:
- Ахтырского сельсовета Сергиевского района (1929—1930)[16],
- Ахтырского сельсовета Загорского района (1930—1959)[17][18],
- Митинского сельсовета Загорского района (1959—1963, 1965—1991)[18][19],
- Митинского сельсовета Мытищинского укрупнённого сельского района (1963—1965)[18],
- Митинского сельсовета Сергиево-Посадского района (1991—1994)[19],
- Митинского сельского округа Сергиево-Посадского района (1994—2006)[20],
- городского поселения Хотьково Сергиево-Посадского района (2006 — н. в.)[21][22].

## Известные уроженцы
- Артемьев, Михаил Васильевич (1912—?) — резчик по дереву, мастер абрамцево-кудринской резьбы.
- Бухтеев, Афанасий Михайлович (1862—1940) — офицер Российского императорского флота, гидрограф.
- Ворносков, Василий Петрович (1876—1940) — резчик по дереву, создатель абрамцево-кудринской резьбы.